# 대전 초등학생 살해 사건
대전 초등학생 살해 사건(大田初等學生殺害事件)은 우울증을 겪던 40대 여교사 명재완이 2025년 2월 10일에 대전선유초등학교 돌봄교실에 있던 초등학생을 2층 시청각실로 유인하여 살해한 사건이다.
용의자는 우울증을 앓고 있는 교사로, 피해자는 8세의 김하늘 양이다. 그는 피해자를 2층 시청각실로 유인해 칼로 찔러 살해한 혐의를 받는다. 용의자는 피해자를 찌른 뒤 자신도 칼로 자해했으며 피해자는 과다출혈로 사망했다. 용의자의 신상은 경찰청 신상공개위원회의 결정에 따라 신상공개 될 예정이다.
3월 7일, 사건 발생 25일만에야 경찰이 체포영장을 집행하고 구속 영장을 신청할 예정이다.
3월 12일, 대전광역시경찰청은 용의자 명재완의 신상을 공개하였다.

## 같이 보기
- 우순경 사건